# Anna Luxová
Anna Luxová (* 28. května 1997, Písek) je česká tělesně handicapovaná atletka ve sprintu a vrhu koulí. V roce 2021 na Letních paralympijských hrách v Tokiu získala bronzovou medaili ve vrhu koulí žen v kategorii F35.
Její zdravotní postižení, a to dětskou mozkovou obrnu, pravděpodobně způsobilo, když se předčasně narodila a byla i pár minut bez kyslíku. Už od dětství ji její rodiče vedli ke sportu, a to zejména její otec, který byl tenisový trenér. Věřili, že pohyb jí může výrazně pomoci zlepšit její zdravotní stav, což se i stalo. Studovala obor Mediální studia na Metropolitní univerzitě v Praze. Od třinácti let se věnuje paralympijské atletice, a to sprintu na 100 a 200 metrů. Poprvé se zúčastnila paralympijských her v roce 2012 v Londýně, kde ve sprintu na 100 metrů v kategorii T35 skončila na 6. místě a ve sprintu na 200 v kategorii T35 skončila na 5. místě. V sedmnácti letech podstoupila operaci achillovy šlachy, díky čemuž se začala věnovat také vrhu koulí. I když se zúčastnila paralympijských her 2016 v Riu de Janeiru, ve vrhu koulích zde ještě nesoutěžila. Ve vrhu koulí už ale kromě sprintu na 100 metrů soutěžila v roce 2021 na paralympijských hrách 2020 v Tokiu, kde získala bronzovou medaili v kategorii F35, když o jeden centimetr přehodila Dilafruzchon Achmatchonovovou z Uzbekistánu.